# M64 (galaxie)
Pour les articles homonymes, voir M64.
M64 (NGC 4826) est une galaxie spirale située dans la constellation de la Chevelure de Bérénice. M64 est aussi connue sous les noms de galaxie de l'Œil noir, de galaxie de l'Œil poché, de galaxie de l’œil démoniaque ou encore de Beauté endormie,.

## Découverte
La galaxie M64 a été découverte par l'astronome britannique Edward Pigott le 23 mars 1779, puis indépendamment par Johann Elert Bode le 4 avril de la même année. Charles Messier l'a aussi redécouverte  le 1er mars 1780 et l'a inscrite à son catalogue comme M64. La découverte de Pigott n'a cependant été communiquée à la Royal Society de Londres que le 11 janvier 1781, alors que celle de Bode le fut en 1779 et celle de Messier en 1780. La découverte de Pigott est restée ignorée des historiens jusqu'en 2002 lorsque ses travaux ont été redécouverts par Bryn Jones,.

## Distance de M64
La galaxie M64 est relativement rapprochée du Groupe local. Sa vitesse par rapport au fond diffus cosmologique est de 699 ± 20 km/s, ce qui correspond à une distance de Hubble de 10,32 ± 0,78 Mpc (∼33,7 millions d'al). Mais, pour les galaxies rapprochées, leur vitesse propre rend habituellement cette évaluation de la distance erronée. Cependant, à ce jour, 23 mesures non basées sur le décalage vers le rouge donnent une distance de 5,419 ± 1,022 Mpc (∼17,7 millions d'al).

## Caractéristiques

### Classification et activité
NGC 4826 a été utilisée par Gérard de Vaucouleurs comme une galaxie de type morphologique (R')SA(r)ab pec dans son atlas des galaxies,. La lettre (R) correspond à une structure annulaire externe, les lettres SA correspondent à une spirale non barrée, la lettre (r) indique la présence d'une structure annulaire interne et les lettres « ab » indiquent que les bras en spirale sont assez étroitement enroulés. Notons que la base de données HyperLeda indique qu'il s'agit d'une galaxie spirale intermédiaire (SABa).
La classe de luminosité de M64 est I-II et elle présente une large raie HI. Elle renferme également des régions d'hydrogène ionisé. De plus, c'est une galaxie active de type Seyfert 2. De plus, c'est une galaxie LINER, c'est-à-dire une galaxie dont le noyau présente un spectre d'émission caractérisé par de larges raies d'atomes faiblement ionisés. M64 est une galaxie relativement isolée et la base de données NASA/IPAC mentionne qu'il s'agit possiblement d'une galaxie du champ, c'est-à-dire qu'elle n'appartient pas à un amas ou un groupe et qu'elle est donc gravitationnellement isolée.
La région centrale renferme une source d'émission radio de faible intensité. Une source de rayons X mous a été détectée au niveau du noyau. Elle provient très probablement de la région circumnucléaire plutôt que directement d'un noyau galactique actif.
La luminosité de la galaxie M64 dans l'infrarouge lointain (de 40 à 400 µm)  est égale à 9,55 × 108 {\displaystyle L_{\odot }} (108,98{\displaystyle L_{\odot }}) et sa luminosité totale dans l'infrarouge (de 8 à 1 000 µm) est de 1,20 × 109 {\displaystyle L_{\odot }} (109,08{\displaystyle L_{\odot }}).

### Formation d'étoiles et disques stellaires
Selon une étude publiée en 2002, le taux de formation d'étoiles dans NGC 4826 est faible et c'est une galaxie anémique.
Grâce aux observations du télescope spatial Hubble, on a cependant détecté un disque de formation d'étoiles autour du noyau de NGC 4826. La taille de son demi-grand axe est égale à 150 pc (~490 années-lumière).
M64 renferme deux disques contrarotatifs de masses approximativement égales. Le disque interne contient les voies de poussière proéminentes de la galaxie. Cependant, un article publié en 1995 mentionne que la population stellaire dans le disque de la galaxie ne présente aucune contre-rotation mesurable et que ce sont plutôt les étoiles du disque externe qui exhibent une contre-rotation. Les scénarios de formation possibles incluent une fusion avec une galaxie satellite riche en gaz dans une orbite rétrograde, ou l'accrétion continue de nuages de gaz du milieu intergalactique,.

## Trou noir supermassif
Selon une étude publiée en 2009 et basée sur la vitesse interne de la galaxie mesurée par le télescope spatial Hubble, la masse du trou noir supermassif au centre de M64 serait comprise entre 18 millions et 42 millions de {\displaystyle M_{\odot }}.

## Galerie

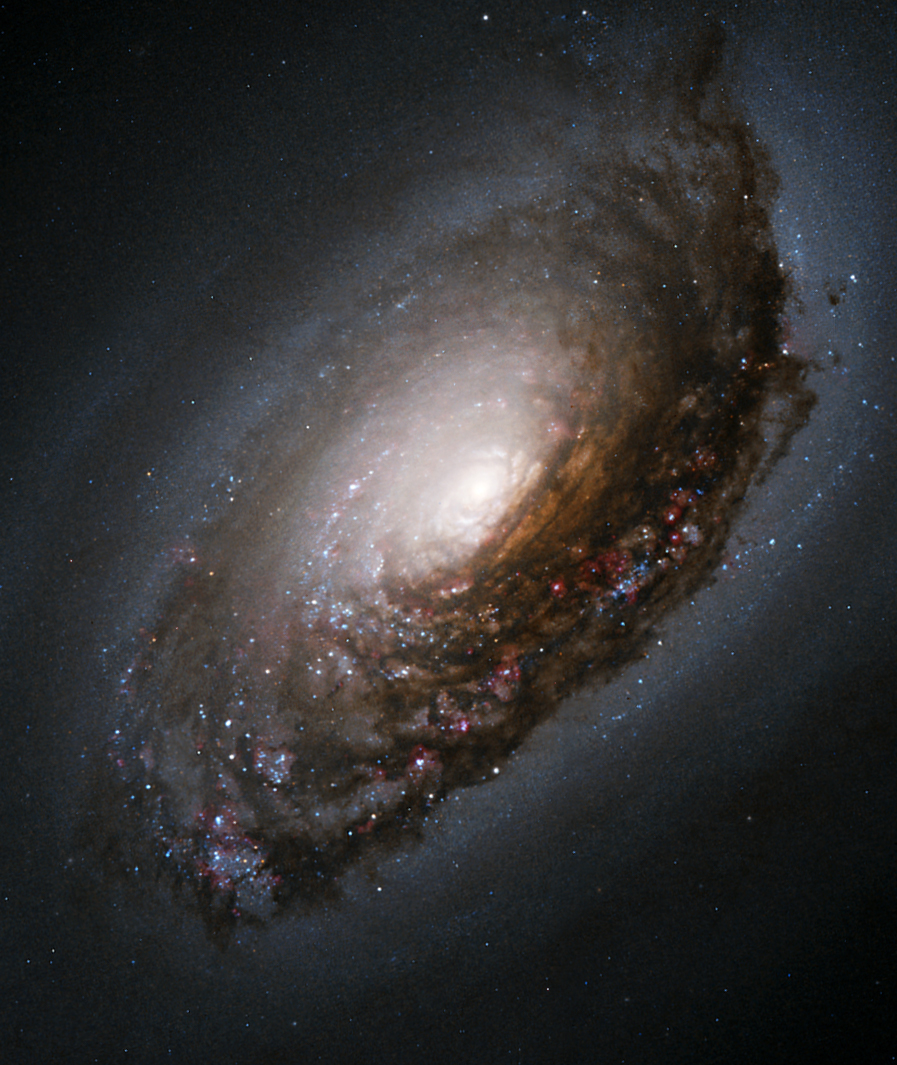
Image prise par le télescope spatial Hubble en février 2004.
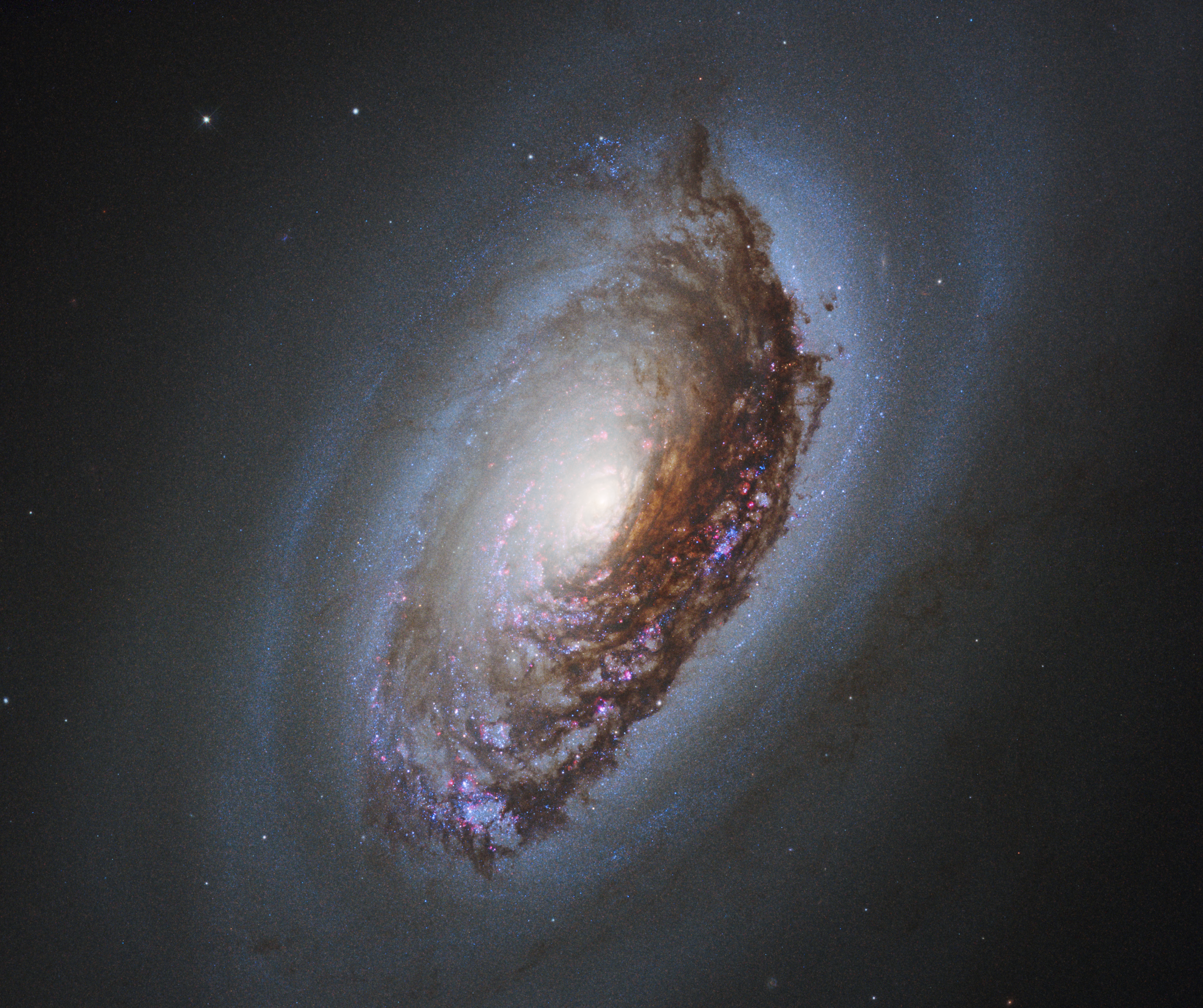
Image de M64 prise par le télescope spatial Hubble en mars 2020.
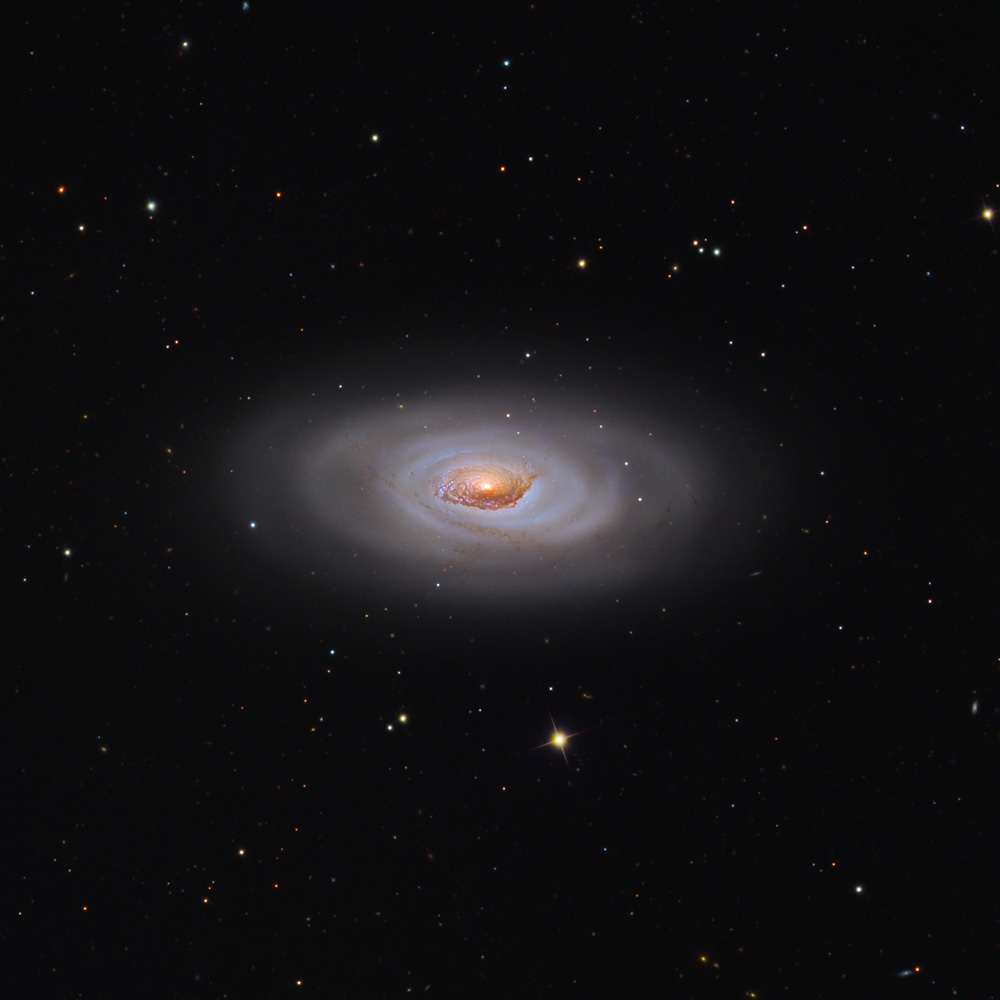
M64 par Adam Block (Observatoire du mont Lemmon/Université de l'Arizona).
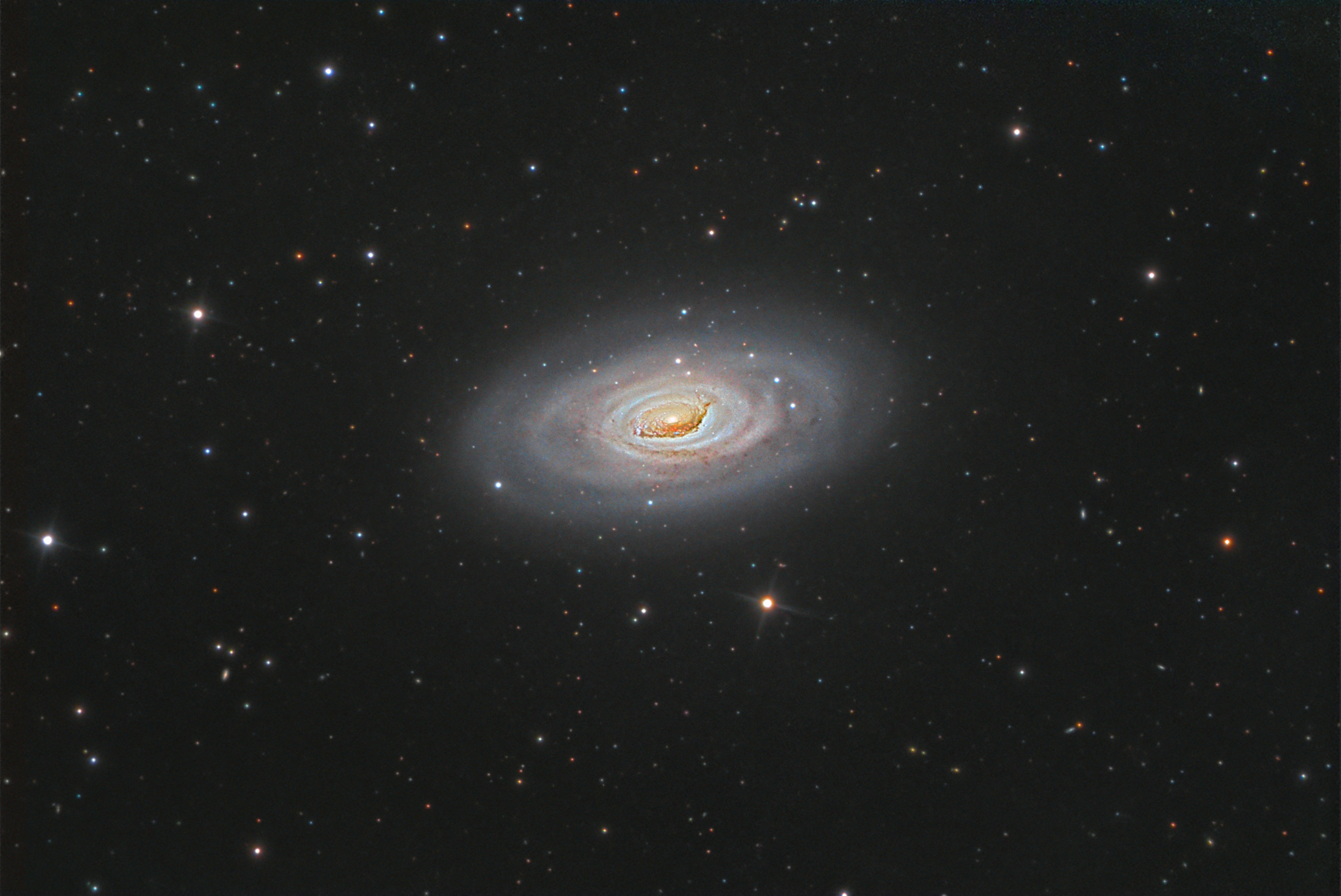
Image de M64 réalisée par 23 astronomes amateurs d'Allemagne.